# Петиторный иск
Петиторный иск — форма иска в римском праве, которая давала защиту невладеющему собственнику вещи против владеющего ей несобственника. Петиторными исками в Древнем Риме называли все иски, посредством которых достигалась защита гражданских прав по существу, с установлением их принадлежности определенным лицам и указанием оснований, на которых эти права покоятся, в противоположность посессорным искам, где защита лиц и обладания основывается только на указании наличного положения конкретного лица как фактического обладателя вещей или данных прав в данный момент.